# Gyromitra leucoxantha
Gyromitra leucoxantha är en svampart som först beskrevs av Giacopo Bresàdola, och fick sitt nu gällande namn av Harmaja 1969. Gyromitra leucoxantha ingår i släktet stenmurklor och familjen Discinaceae.   Inga underarter finns listade i Catalogue of Life.